# مجول (القليوبية)
مجول إحدى قرى مركز بنها التابع لمحافظة القليوبية بجمهورية مصر العربية.

## التاريخ
قرية مجول من القرى القديمة، حيث وردت باسم «مجول» في أعمال الشرقية ضمن قرى الروك الصلاحي التي أحصاها ابن مماتي في كتاب قوانين الدواوين، كما وردت باسم «مجول البيضا» من أعمال القليوبية ضمن قرى الروك الناصري التي أحصاها ابن الجيعان في كتاب «التحفة السنية بأسماء البلاد المصرية». وفي العصر العثماني ورد اسمها في التربيع العثماني الذي أجراه الوالي العثماني سليمان باشا الخادم في عصر السلطان العثماني سليمان القانوني ضمن قرى ولاية القليوبية، وفي تاريخ 1228هـ/1813م الذي عدّ قرى مصر بعد المسح الذي قام به محمد علي باشا باسم «مجول» ضمن قرى مديرية القليوبية.

## السكان
بلغ عدد سكان مجول 5,343 نسمة، حسب الإحصاء الرسمي لعام 2006.

## الأعلام
- عبد العظيم زاهر من قرّاء القرآن المصريين.
- نبوية موسى إحدى رائدات التعليم والعمل الاجتماعى خلال النصف الأول من القرن العشرين
- منصور بدار  من قرّاء القرآن المصريين.